# Собор Вознесения Девы Марии (Санкт-Пёльтен)
Собор Вознесения Девы Марии (нем.  Dom Mariä Himmelfahrt) — католический храм, находящийся в городе Санкт-Пёльтен, Австрия. Церковь Вознесения с 1785 года является кафедральным собором епархии Санкт-Пёльтена.

## История
До 1653 года на месте, где находится современный собор Вознесения Девы Марии находился бенедиктинский монастырь святого Ипполита, основанный в 858 году. Монастырь подчинялся епархии Пассау. В 907 году монастырь подвергся нападению венгров и был значительно разрушен. В 1150 году возле монастыря была построена трёхнефная церковь с двумя башнями. В 1228 году церковь была освящена во имя Вознесения Девы Марии епископом Гебхардом. После XII века церковь неоднократно перестраивали, особенно после пожаров 1267 и 1280 годов. В 1512 году в Санкт-Пёльтене произошёл пожар, во время которого сгорела северная башня, которая в дальнейшем уже не восстанавливалась.
Современный вид храма сложился в XVII веке. После пожара 1621 года церковь приобрела вид, соответствующий раннему немецкому барокко. В 1785 году Святым Престолом была учреждена епархия Санкт-Пёльтена, и церковь стала кафедральным собором епархии.

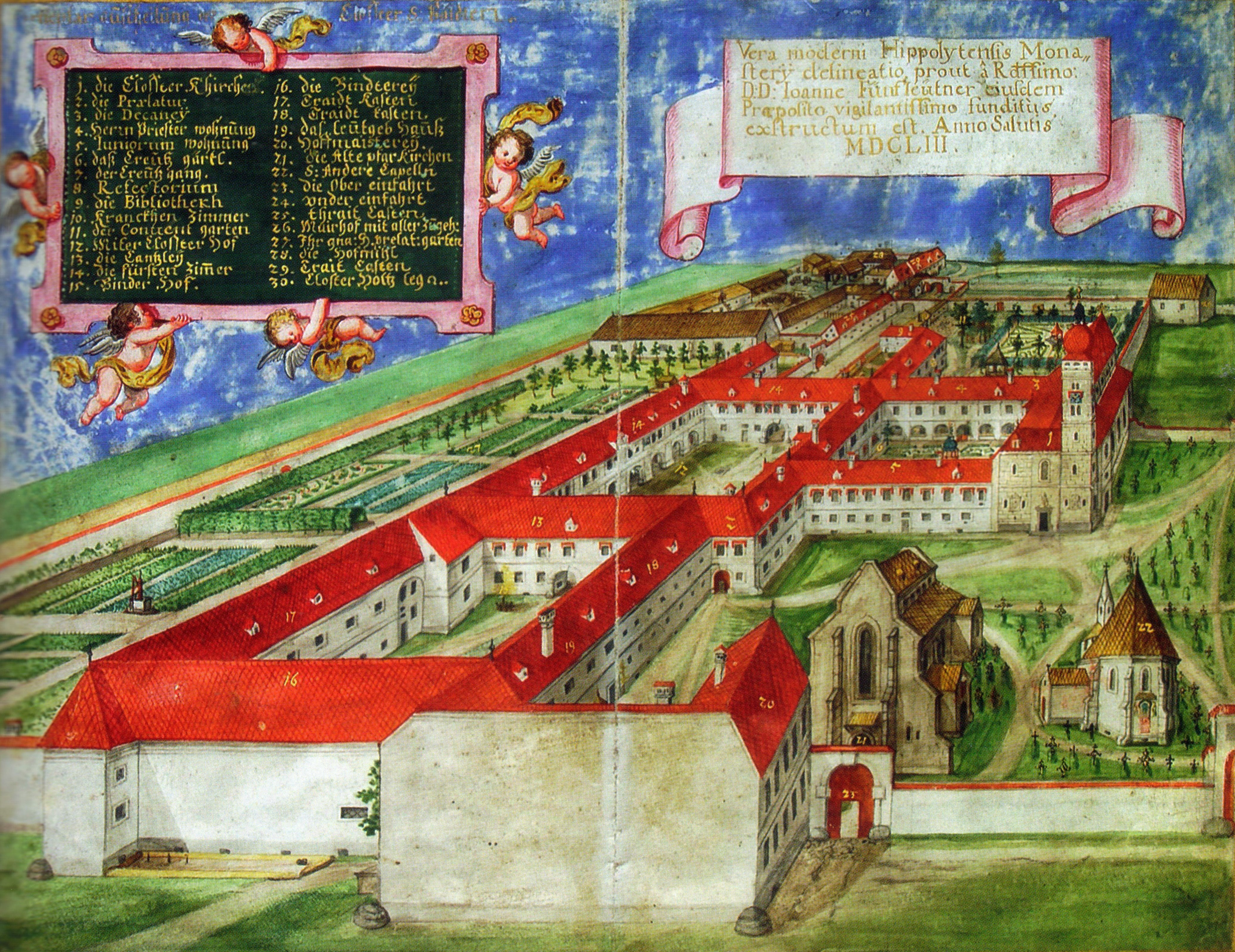
Монастырь святого Ипполита. Санкт-Пёльтен. 1653. Справа виден собор Вознесения
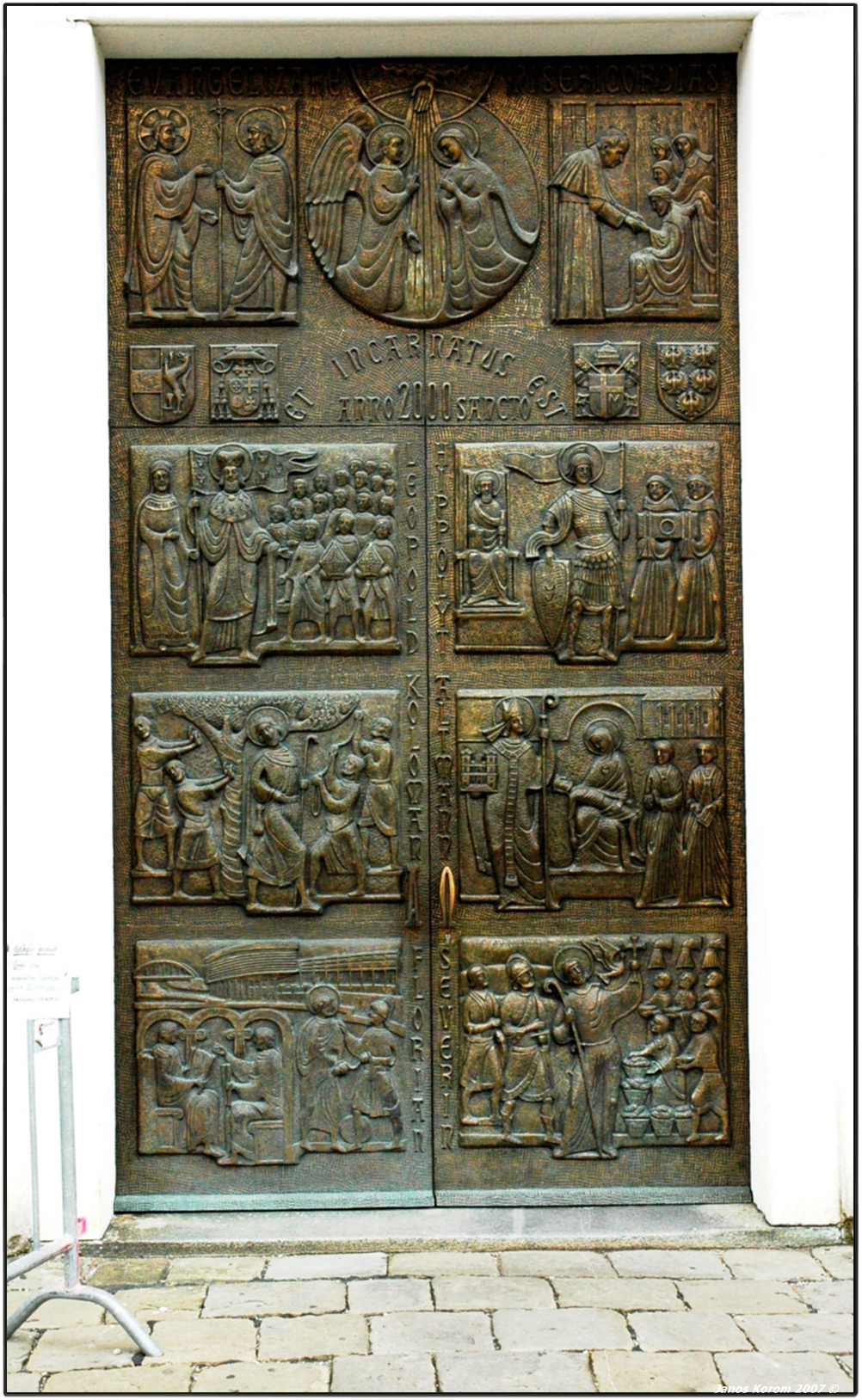
Портал
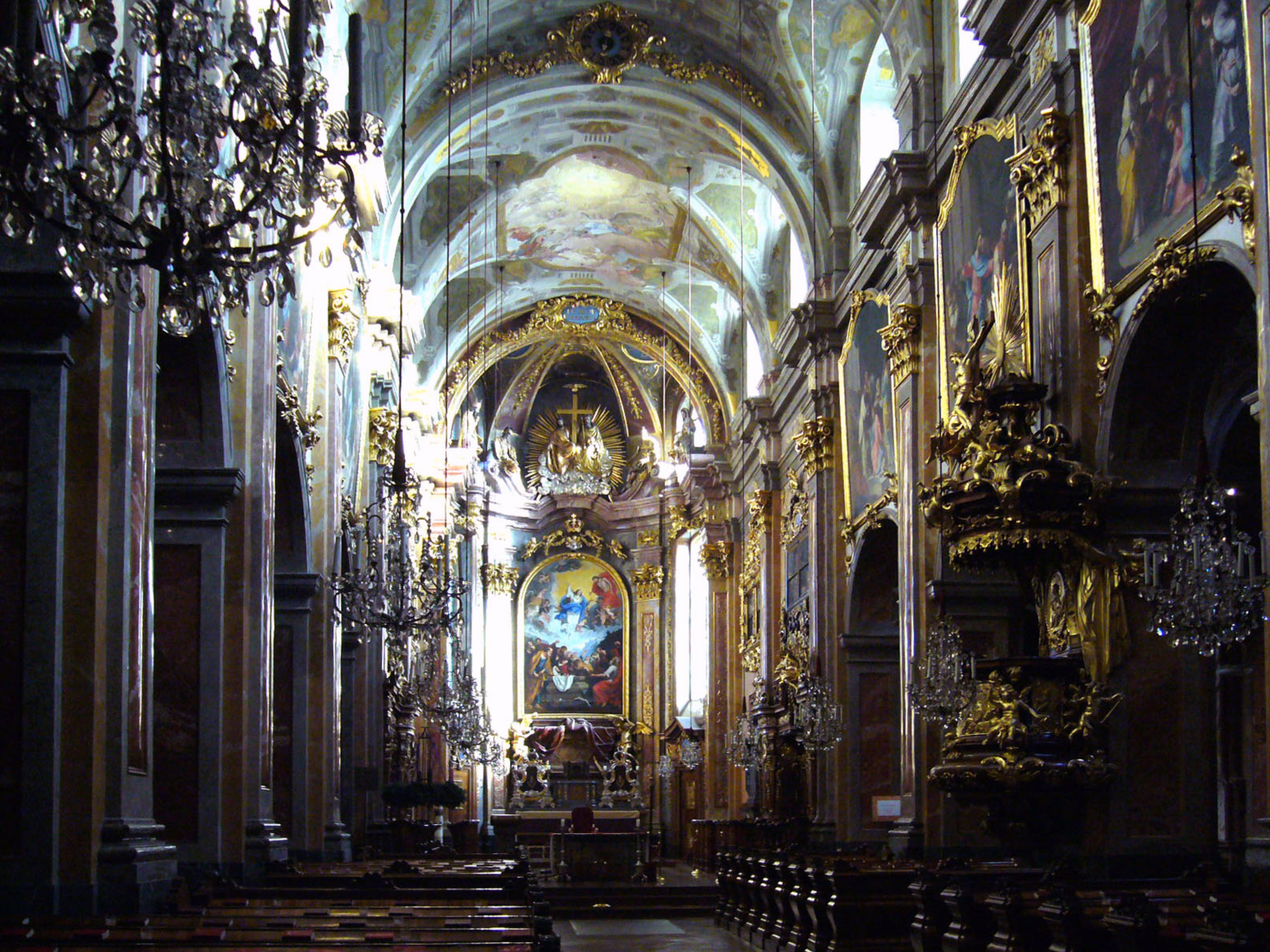
Интерьер собора
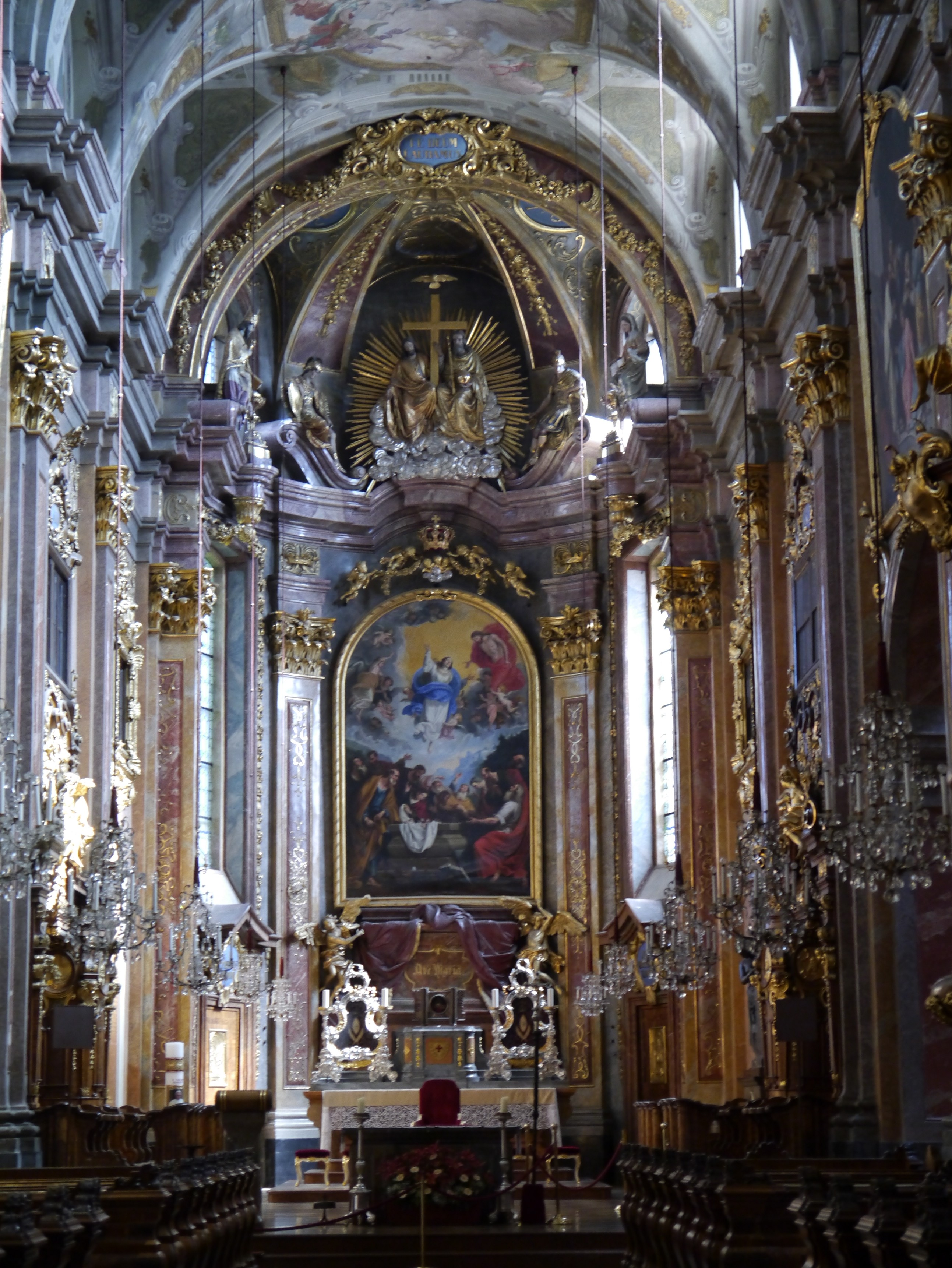
Главный алтарь
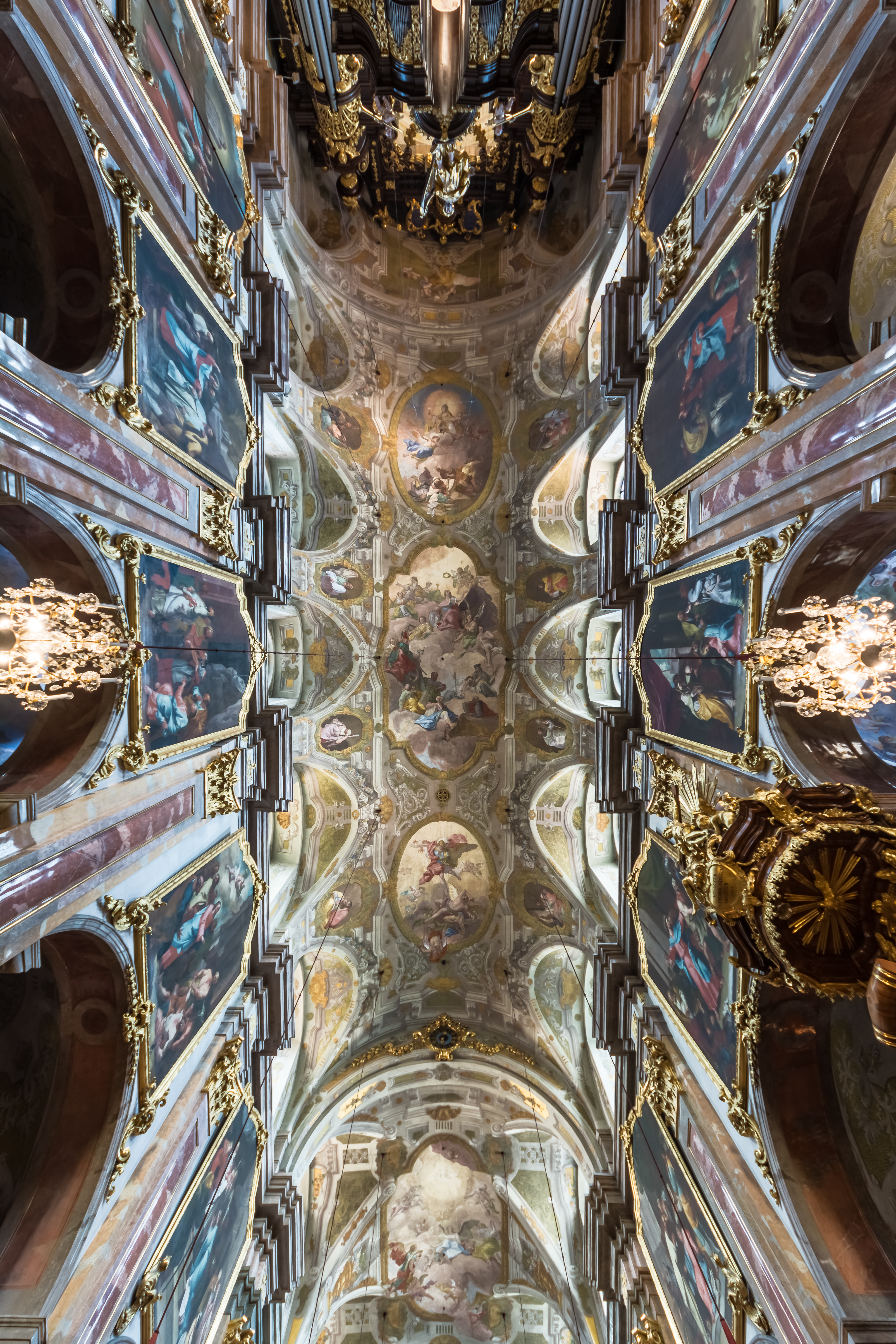
Плафон
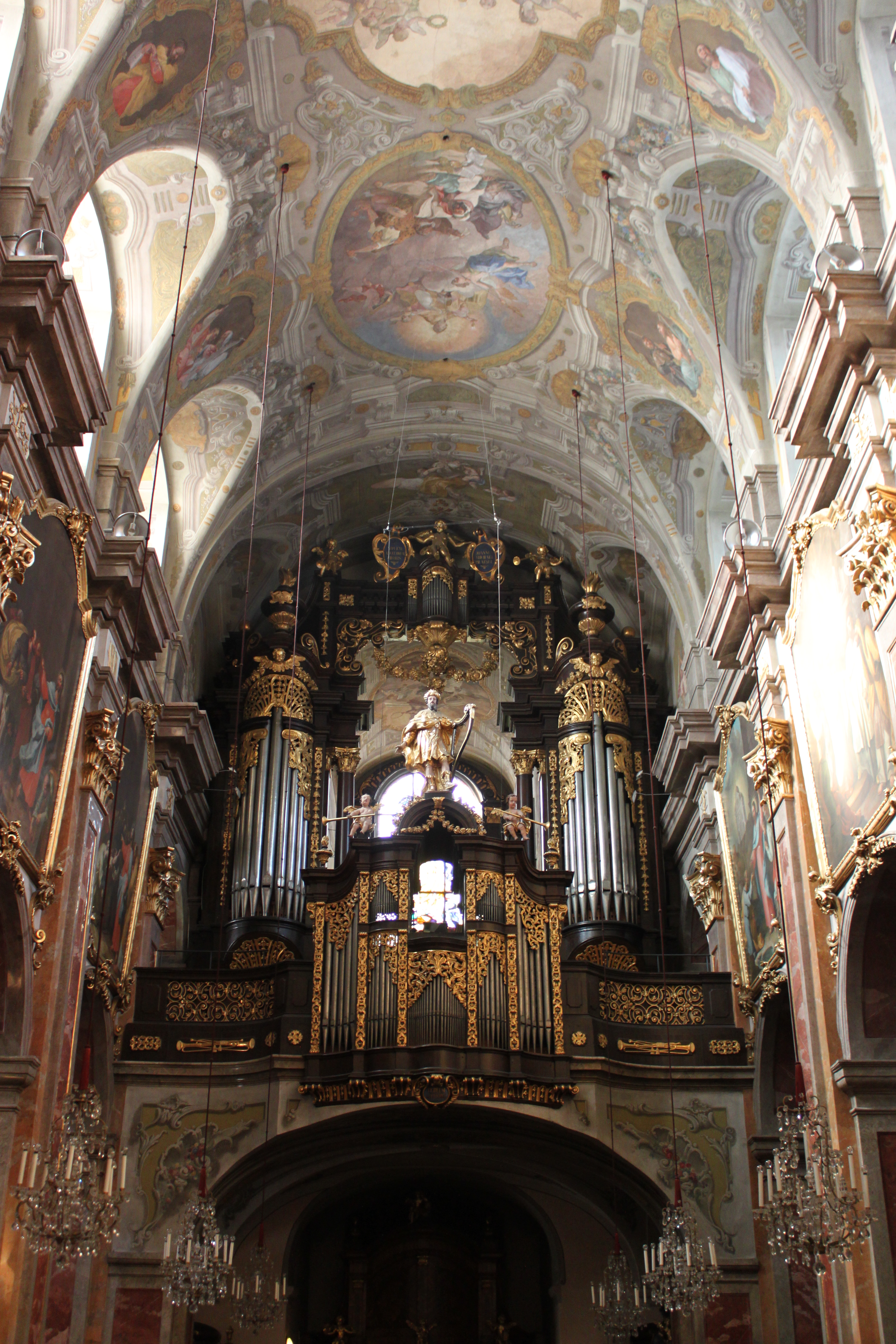
Орган
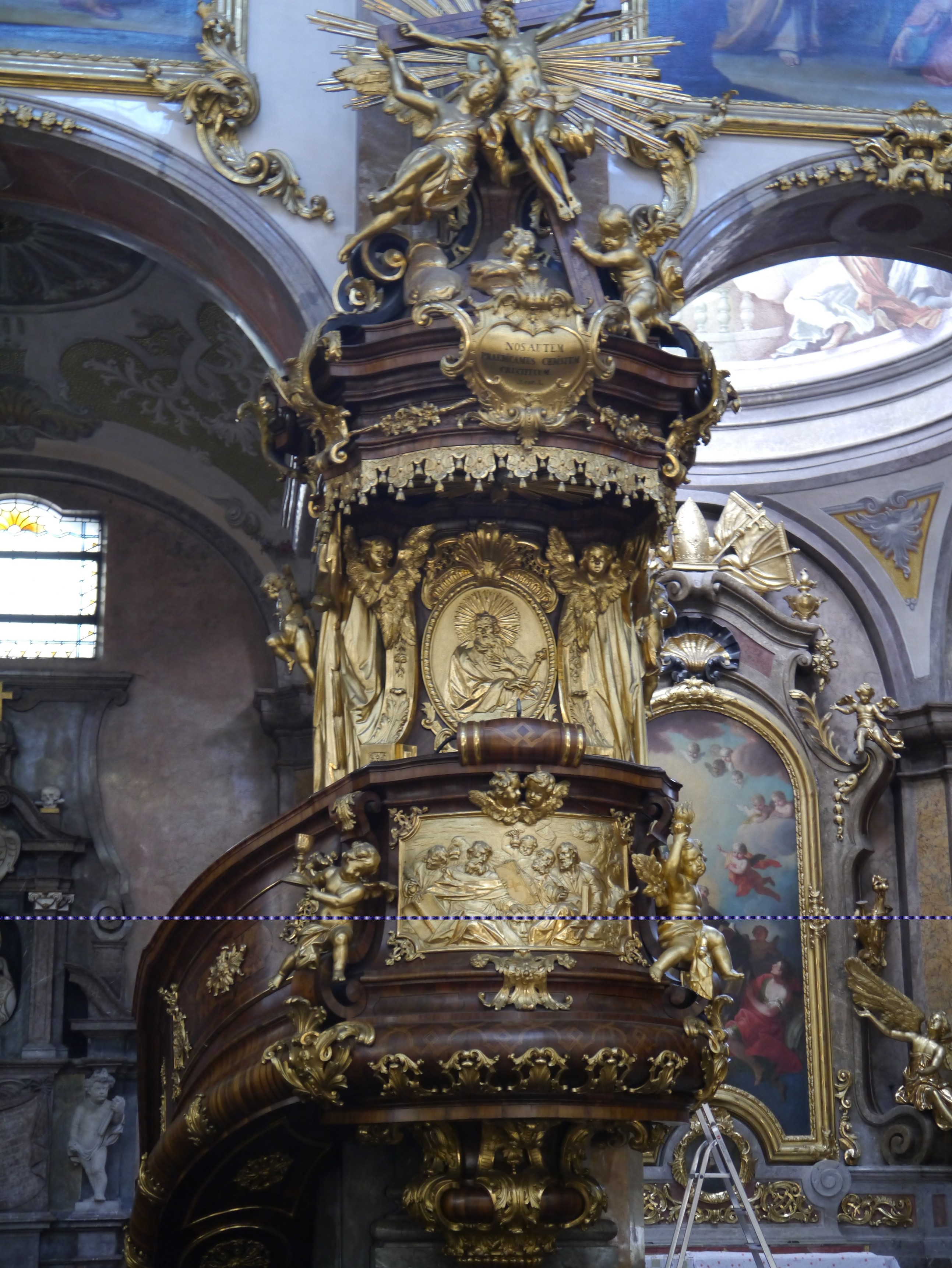
Кафедра